# 国際関係論
国際関係論（こくさいかんけいろん、英語: international relations theory）は、国際関係についての学問。

## 概説
国際関係論は国際社会において生起するさまざまな事象についての分析を行う研究領域である。政治学の一分野と考えられることが多い。これを既に独立した学問となっていると見なす立場からは国際関係学（こくさいかんけいがく）と呼ばれることもある。非常に総合的な社会科学としての性格を持っており、研究の方向性も社会科学的研究と地域研究に大別できる学問である。主要な研究対象は国家どうしの外交・安全保障・経済関係などだが、研究対象は必ずしも国際的な場面だけに限られるわけではなく、外交政策の決定過程などの国内問題も含まれる。また、伝統的な政治学の領域のみならず法学、経済学、社会学、心理学、歴史学、文化学、軍事学などの分野とも関連する学際的な研究分野であると言える。

## 主な研究領域

### 戦争・紛争研究
国際関係論でもっとも大きな部分を占めるのが戦争の原因・過程と影響に関する研究である。最近ではゲーム理論などを応用した数理モデルを使って戦争の原理に関する理論が構築されており、定量的あるいは定性的な研究法を使った経験的な研究も盛んである。伝統的に、歴史上の影響の大きさから関心は国家間の戦争や世界戦争に向けられていたが、現在では内戦についての研究も盛んになってきている。

### 国家の対外行動
戦争・紛争以外の領域でも、様々な側面から国家の行動を説明しようとする試みが続けられている。その中でも、代表的なものはウォルツによる勢力均衡論である（国家戦略の類型としての勢力均衡とは別物）。突出した勢力を持つ国が現れるとそれに対抗する連合体が形成される傾向があるという仮説で、現在に至るまで修正を加えながら検討が重ねられているがはっきりと経験的に実証されてはいない。国家がどのような状況下で勢力均衡（バランシング）、追随（バンドワゴニング）、日和見（バックパシング）のような行動を取るかについては明確な結論は出ていない。

### 国際政治経済学
国際政治経済学（international political economy、略称：IPE）とは国家と国際市場の関係などの経済的な事象を分析する分野である。その起源は重商主義に求めることができる。これは貿易を保護しながら国富を拡大していくという考え方であり、18世紀のフランスやアメリカの国家政策でも新重商主義として採用された。またスミスやリカードなどによる正統学派の経済学は国際経済学の理論として比較優位説を構築し、政府の統制を受けない自由貿易は双方の貿易当事国に利益をもたらすことが可能であることを明らかにした。しかしマルクスの『資本論』によってマルクス主義 (Marxism) が登場し、政治学と経済学の理論的な合流を見ることができる。レーニンはマルクスの理論を発達させて資本主義が帝国主義にいたる過程を指摘してこれを非難した。この帝国論は従属論や世界システム論として発展を続けている。

## 日本での発展
日本における国際関係論は第二次世界大戦に敗北したことへの反省が出発点にある。つまり、敗戦の一因が、国際法・国際経済や各国事情を含む、広い意味での国際関係への多角的な理解を欠いていたことにあった、というものである。したがって、日本の国際関係論は少なくとも当初は広義の学際的なものとして構想された。その発祥の地である東京大学教養学部では当初、アメリカが主導するGHQの占領下という時代背景のもと、社会主義圏のソ連や中国を対象とする地域研究専攻が開設できなかった。そのため、専攻として開設できない地域についての社会科学的な研究、さらに既成の1つの社会科学分野に収まらない研究は全て国際関係論の対象となる、とされた時期もあった。しかしながら、広く解釈しても「国際的」とはいえないものまで国際関係論とすることへの違和感から、総合社会科学が派生することになった。
このような経緯から、日本において国際関係論は学際的なものであり単一の「学」ではありえない、またはあってはならない、という主張が、特に発祥の地である東京大学教養学部の国際関係論専攻出身者などに根強い。一方で広義の国際関係論にも既に相当の蓄積があり、独立した学問分野とみなしてよい、「学」となっているとみなす立場からは、「国際関係学」と呼ばれることもある。その他、一部では国際関係学を国際関係論と地域研究の総称として用いる場合もあるという。しかし広義の国際関係論には地域研究が含まれているという理解もあるので、国際関係論と国際関係学を使い分ける本質的な差とはいえない。なお、地域研究者の多くは、必ずしも国際関係論や国際関係学の一部として地域研究を行っているという認識を持ってはいない。

## 国際関係論の思想的背景
国際関係論では、世界をまず国家間システム＝国際システム (inter-national system) と考えることが多い。国際システムは国家を基本単位とする体系であり、外交や経済などの複合的な関係性により構成されている。国家とは主権を保有する統治機構により支配された一定の領域（領土・領海・領空）と住民の総体である。住民は国家の管轄下に置かれているために国民と呼ばれる。この国民国家が並存するシステムは1648年に三十年戦争の講和条約として締結されたウェストファリア条約に基づいているためウェストファリア・システムとも呼ばれる。
また、国際関係についてのいろいろな哲学的・思想的立場も発展してきた。
リアリズム (realism) は国際政治には国内政治と異なって全システムを統制する一元的な権力機構が存在しないため、本質は無政府状態（アナーキー）であるとする思想。リアリズムは性悪説に基づく政治哲学に依拠する思想であり、理念や倫理の影響を重視せず価値判断を交えずに現実を直視して国際関係を客観視することを重視している。リアリズムは新現実主義 (neorealism)、さらに新古典現実主義 (neoclassical Realism) として発展している。
リベラリズム (liberalism) は国際法と国際制度が国家の行動や国際秩序に与える影響を重視する思想であり、リアリズムに対抗しながら発展してきた。その哲学的な基盤は多様であり、ベンサムの功利主義やカントの世界平和論などが挙げられる。最も初期のリベラリズムは理想主義 (idealism) でありその後に相互依存論、レジーム論、連邦主義、機能主義、新機能主義、交流主義などの展開を経てネオリベラル制度論 (neoliberal institutionalism) として現在でも主要な立場として位置付けられている。
コンストラクティビズム (constructivism)は理念という概念を中心とし、知識 (knowledge) や規範 (norm) などの集団的に保有される理念をもとに行為主体のアイデンティティと国益を考える立場である。コンストラクティビズムは合理主義 (rationalism) と省察主義 (reflectivism) の中間に位置する立場ともいえる。
批判的国際関係論 (critical international relations)は伝統的な主流思想であるリアリズムやリベラリズムなどを批判しながら発展してきた考え方で、フランクフルト学派による批判的社会理論を基礎としたものと、アントニオ・グラムシの思想に影響を受けたものがある。また、ポスト構造主義やフェミニズム思想からのアプローチも含まれる。

### 思想史
現在の国際情勢の変化を理解するため、また自国の国家政策のために活かすために研究する営みは古来より認められる。春秋時代における中国においては、国家の安全保障政策を論じた『孫子』が孫武によって記され、また古代ギリシアにおいてはペロポネソス戦争を叙述した『戦史』がトゥキディデスによって著された。さらに16世紀のイタリアにおいてはフィレンツェが生き残るためにマキャヴェリによって国家政策を論じた『君主論』が執筆され、これは国際関係論の主要な立場の一種である古典的リアリズム（現実主義）の基本的な考え方を確立した。
今日のような国際関係論が始まったのは20世紀であり、第一次世界大戦後の甚大な被害は国際秩序を構築するための研究の必要が広く認められるようになり、学問的な研究が本格化する。この研究はベンサムやカントなどの思想家たちによる政治哲学と合流した。そして従来の国家間の利害関係により左右される現実主義の立場とは別の流れを汲む世界平和を構築するための国際的な体制を構築する理想主義が出現することになる。カントは『永遠平和のために』の中で国際協調を推進する国際フォーラムの創設を論じており、これは1919年によって成立した国際連盟によって一応は実現された。この現実主義と理想主義の論争は国際関係論における第1の思想的論争として挙げられる。しかし第二次世界大戦の勃発は国際関係論における理想主義の立場を再構築させ、リベラリズムへの移行をもたらした。
1980年代には従来の二つの見方だけではなく合理主義やリフレクティビズムという立場が出現する。合理主義とは行為主体の利益最大化を基本的な原則として国際関係の因果関係や相関関係を論じる方法論である。反対にリフレクティビズムはその合理主義や実証主義に対して懐疑的な立場であり、行為主体の選好が変動することを十分に説明できないことを主張する。これは方法論を巡る第三の論争として行われ、さらに別の哲学的立場の構築をもたらすことになった。その新しい発展としてコンストラクティビズムがある。コンストラクティビズムは理念やアイデンティティなどの主観的な要素が関係性のなかで国際秩序を形成するという見方で、国益を絶対的な基準で測定することはできず視点の違いによって国益の定義は変化すると論じる。このような思想はソビエト連邦の崩壊や冷戦後の新思考外交に直面して考案されたものであり、現在の主要な哲学的立場のひとつとして位置付けられている。

## 主要学術誌

### 国際誌
- European Journal of International Relations
- Foreign Policy Analysis
- International Organization
- International Security
- International Studies Quarterly
- Journal of Conflict Resolution
- Review of International Political Economy
- Security Studies
- World Politics

### 日本
- International Relations of the Asia-Pacific (日本国際政治学会)
- 『国際安全保障』（国際安全保障学会）
- 『国際政治』（日本国際政治学会）
- 『国際問題』（日本国際問題研究所）
- 『平和研究』（日本平和学会）

## 学会
- International Studies Association (ISA).
- 日本国際政治学会(Japan Association of International Relations).

## 大学
国際関係学部・国際学部を有する大学と、国際関係論が専攻可能な学部学科（国際関係学科及びそれ以外を含む）を有する大学を挙げる。国際関係学部・国際学部はもちろんのこと、政治学や国際法や学際分野を学べる大学、すなわち法学部や政治経済学部や教養学部・国際教養学部等が設置されている大学でも学ぶことができる。また、入門的な講義であれば、国際関係論（学）や国際政治学といった名前の科目は、より多くの大学で開講されているはずである。しかし、特に広義の国際関係論（学）についての理解や領域は、大学あるいは研究者の観点によって大きく異なる場合がある点に留意されたい。

### 国際関係学部

#### 公立大学
- 静岡県立大学

#### 私立大学
- 亜細亜大学
- 九州国際大学
- 大東文化大学
- 中部大学
- 東京国際大学
- 日本大学
- 立命館大学
- 京都産業大学

### 国際学部

#### 国立大学
- 宇都宮大学

#### 公立大学
- 広島市立大学
- 山口県立大学

#### 私立大学
- 東北学院大学
- 東洋大学
- 関西学院大学
- 文教大学
- 昭和女子大学
- 明治学院大学
- 名古屋商科大学
- 鈴鹿国際大学
- 常磐大学
- 拓殖大学
- 敬愛大学
- 大阪学院大学
- 天理大学

### 国際関係論が専攻可能な学部学科

#### 国立大学
- 東京大学教養学部後期課程　教養学科総合社会科学分科国際関係論コース
- 一橋大学法学部　法律学科国際関係コース
- 東京外国語大学国際社会学部
- 筑波大学社会・国際学群　国際総合学類
- 埼玉大学教養学部　グローバル・ガバナンス専修課程国際関係論専攻
- 富山大学人文学部　国際関係論分野
- 金沢大学人間社会学域　国際学類
- 京都大学総合人間学部　国際文明学系
- 大阪大学法学部　国際公共政策学科
- 神戸大学法学部　法律学科政治・国際コース
- 神戸大学国際人間科学部　グローバル文化学科
- 琉球大学人文社会学部　国際法政学科

#### 省庁大学校
- 防衛大学校人文社会科学群　国際関係学科

#### 公立大学
- 国際教養大学国際教養学部　グローバル・スタディズ課程
- 群馬県立女子大学国際コミュニケーション学部　国際ビジネス課程
- 横浜市立大学国際教養学部　国際教養学科
- 山梨県立大学国際政策学部　総合政策学科
- 新潟県立大学国際地域学部　国際地域学科国際関係コース
- 愛知県立大学外国語学部　国際関係学科
- 神戸市外国語大学外国語学部　国際関係学科
- 北九州市立大学外国語学部　国際関係学科
- 福岡女子大学国際文理学部　国際教養学科
- 長崎県立大学国際社会学部　国際社会学科
- 宮崎公立大学人文学部　国際文化学科
- 名桜大学国際学群　国際学類国際文化専攻

#### 私立大学
- 立命館アジア太平洋大学アジア太平洋学部
- 早稲田大学国際教養学部
- 同志社大学法学部　政治学科　国際関係コース

国際法学・経済学系
- 慶應義塾大学総合政策学部 国際戦略の分野
- 上智大学法学部　国際関係法学科
- 国際基督教大学教養学部　アーツ・サイエンス学科国際関係学メジャー
- 獨協大学法学部　国際関係法学科
- 獨協大学経済学部　国際環境経済学科
- 青山学院大学国際政治経済学部
- 中央大学法学部　国際企業関係法学科
- 法政大学法学部　国際政治学科
- 法政大学経済学部　国際経済学科
- 城西大学現代政策学部　社会経済システム学科国際文化政策コース
- 二松学舎大学国際政治経済学部
- 広島修道大学法学部　国際政治学科
- 西南学院大学法学部　国際関係法学科
- 松山大学 経済学部　経済学科

国際文化学・異文化コミュニケーション学科系
- 秀明大学グローバルマネジメント学部　グローバルマネジメント学科
- 城西国際大学国際人文学部　国際交流学科
- 上智大学外国語学部
- 上智大学国際教養学部
- 上智大学総合グローバル学部
- 獨協大学外国語学部
- 獨協大学国際教養学部
- 明治大学国際日本学部
- 津田塾大学学芸学部　国際関係学科
- 東京女子大学現代教養学部　国際社会学科
- 桜美林大学リベラルアーツ学群
- 昭和女子大学人間文化学部　国際学科
- 駒沢女子大学共創文化学部 人間関係学科 言語・非言語のコミュニケーション学など
- 清泉女子大学総合文化学部 総合文化学科 国際文化領域、文化史領域
- 津田塾大学学芸学部 国際関係学科
- 日本大学生物資源科学部　国際地域開発学科
- フェリス女学院大学グローバル教養学部  国際社会学科 国際関係専攻、地球社会・環境専攻
- フェリス女学院大学グローバル教養学部　文化表現学科 ヨーロッパ・アメリカ専攻
- 東海大学教養学部　国際学科
- 清泉大学（※清泉女学院大学より名称変更） 人文社会科学部　情報コミュニケーション学科 グローバルコース
- 金沢星稜大学人文学部　国際英語学科
- 名古屋外国語大学現代国際学部　グローバル共生学科
- 同志社女子大学学芸学部　国際教養学科
- 龍谷大学文学部　国際文化学科
- 関西国際大学グローバル学部　グローバル学科
- 関西外国語大学英語国際学部　アジア共創学科、英語国際学科
- 大阪女学院大学国際・英語学部　国際・英語学科
- 神戸女学院大学文学部　英文学科グローバル・スタディーズコース